# Черноморское городское поселение
Черномо́рское городское поселение — муниципальное образование в Северском районе Краснодарского края России.
В рамках административно-территориального устройства Краснодарского края ему соответствует Черноморский поселковый округ (посёлок городского типа (рабочий посёлок) с подчинёнными ему сельскими населёнными пунктами).
Административный центр — посёлок городского типа Черноморский.

## География
Поселение расположено в западной части Северского района. Оно граничит на севере с Львовским сельским и на востоке с Ильским городским поселениями, а на западе с Абинским районом Краснодарского края. Через территорию поселения проходит железная дорога Краснодар-Новороссийск Северо-Кавказской железной дороги, в пределах территории поселения находятся железнодорожная станция «Хабль» и железнодорожная платформа «Черноморский». Также через территорию поселения проходит автомобильная дорога А146 Краснодар-Новороссийск.  На севере граница поселения проходит по берегу Крюковского водохранилища. Южную часть территории поселения занимают леса, входящие в состав лесного фонда Ильского участкового лесничества Афипского лесничества и Холмского участкового лесничества Абинского лесничества. В северной части поселения находится островной лесной массив «урочише Штаны». По территории поселения протекают река Бугай, ручей Щель Крутенко, Ручей Балка Гнилая, ручей Щель Кипячая. По западной границе поселения протекает река Зыбза.

## История
Первым административным образованием на территории нынешнего Черноморского городского поселения был Черноморский поселковый совет, который был организован 3 августа 1949 года решением исполнительного комитета Краснодарского краевого Совета депутатов трудящихся. Он был  выделен из территории Ильского поселкового совета. В его состав вошли посёлок нефтяников «Соцгородок» (сейчас - посёлок Черноморский), посёлок табаксовхоза № 6 (сейчас - посёлок Октябрьский), хутора Старо-Карский, Средне-Карский, Кипячая Балка (сейчас - хутор Кипячий), поселки нефтепромысловых участков № 17, 20 треста «Черноморнефть» и посёлок Лагерный, в котором жили военнопленные (сейчас на его месте находится район поселка Черноморский, носящий неформальное название «зона»).
С 1996 по 2005 гг. административное образование называлось Черноморским поселковым округом в составе Северского района и не имело статуса самостоятельного муниципального образования. Северская районная общественная организация «За реальное местное самоуправление» добивалась в судебном порядке восстановления органов местного самоуправления в Черноморском округе, однако проиграла сначала в Краснодарском краевом суде, а затем в Верховном суде РФ.
Муниципальное образование Черноморское городское поселение было образовано в Северском районе законом Краснодарского края от 1 апреля 2004 года.  Дата образования поселения: 30 ноября 2005 года.

## Население
| 2010    | 2012    | 2013    | 2014    | 2015    | 2016    | 2017    | 2018    | 2019    |
| ------- | ------- | ------- | ------- | ------- | ------- | ------- | ------- | ------- |
| 11 400  | ↘11 399 | ↗11 484 | ↘11 475 | ↘11 434 | ↘11 407 | ↘11 367 | ↘11 339 | ↘11 325 |
| 2020    | 2021    | 2023    |         |         |         |         |         |         |
| ↘11 284 | ↗11 368 | ↘11 296 |         |         |         |         |         |         |

## Населённые пункты
В состав городского поселения (поселкового округа) входят 7 населённых пунктов, в том числе 1 посёлок городского типа и 6 сельских населённых пунктов:
| № | Населённый пункт | Тип населённого пункта  | Население |
| - | ---------------- | ----------------------- | --------- |
| 1 | Черноморский     | посёлок городского типа | ↘8504     |
| 2 | Весёлый          | хутор                   | ↗83       |
| 3 | Карский          | хутор                   | ↘628      |
| 4 | Кипячий          | хутор                   | ↘54       |
| 5 | Новопетровский   | посёлок                 | ↘195      |
| 6 | Октябрьский      | посёлок                 | ↘1705     |
| 7 | Спутник          | посёлок                 | ↘109      |

## Местное самоуправление
Адрес администрации поселения: 353265, Краснодарский край, Северский район, пос. Черноморский, ул. Дзержинского, 24-А.
Главы поселения
- с 2005 г. - Димитрюхин Тимур Олегович ,
- с 2008 г. - Жигулев Константин Дмитриевич, сначала был исполняющим обязанности главы, избран на досрочных выборах, которые состоялись 23.10.2008 г.
- с 20.09.2010 г. - Сухоруков Александр Григорьевич, исполняющий обязанности главы, 13.03.2011 был избран главой поселения на досрочных выборах[18]
- c 25.07.2012 г. - Кимсанов Айбек Исмаилович, исполняющий обязанности главы[19], 14.10.2012 избран главой поселения на досрочных выборах.[20] Кимсанов А.И. ушел досрочно с должности в связи с возбуждением уголовного дела по факту получения взятки в крупном размере.[21]
- с марта 2013 г. - Таровик Сергей Александрович, исполняющий обязанности главы, избран главой 08.09.2013 на досрочных выборах [22]
- до 01.01.2021 Левагин Денис Сергеевич
- до 21.05.2021- Мовчан Наталья Викторовна
- В настоящий момент - Жигулин Владимир Дмитриевич

Главы администрации
- Таровик Сергей Александрович